# Дахталія
Дахталі́я — село в Україні, у Городківській сільській громаді Тульчинського району Вінницької області. Населення становить 444 особи.

## Історія
Станом на 1885 рік у колишньому власницькому селі Клембівської волості Ямпільського повіту Подільської губернії, мешкало 1026 осіб, налічувалось 188 дворових господарств, існувала православна церква та постоялий будинок.
1892 в селі існувало 277 дворових господарств, проживало 1303 мешканці.
За переписом 1897 року кількість мешканців зросла до 1633 осіб (793 чоловічої статі та 840 — жіночої), з яких 1600 — православної віри.
1905 року існувало 371 дворове господарство, проживало 1681 мешканці, існували православна церква й церковнопарафіяльна школа.
7 (20) листопада 1917 року, відповідно до Третього Універсалу Української Центральної Ради, увійшло до складу Української Народної Республіки.
12 червня 2020 року, відповідно до Розпорядження Кабінету Міністрів України від  № 707-р «Про визначення адміністративних центрів та затвердження територій територіальних громад Вінницької області», увійшло до складу Городківської сільської громади.
19 липня 2020 року, в результаті адміністративно-територіальної реформи та ліквідації Крижопільського району, село увійшло до складу Тульчинського району.